# Koumankou
Koumankou is een gemeente (commune) in de regio Sikasso in Mali. De gemeente telt 9000 inwoners (2009).
De gemeente bestaat uit de volgende plaatsen:
- Daoula-Sonzana
- Diabasso
- Koumankou
- Seïna-Niamazana